# Elois Jenssen
Pour les articles homonymes, voir Jenssen.
Elois W. Jenssen est une costumière américaine pour le cinéma et la télévision née le 5 novembre 1922 à Palo Alto (Californie) et morte le 14 février 2004 dans le quartier de Woodland Hills à Los Angeles (Californie).

## Biographie
Elois W. Jenssen entre à 13 ans dans la branche parisienne de l'école de design Parsons. Lorsque la guerre éclate, elle revient avec sa famille en Californie, où elle intègre le Chouinard Art Institute. Après son diplôme, elle travaille aux costumes de films du producteur Hunt Stromberg,,,.
Jenssen travaille sur de nombreux films avant de se tourner vers la télévision au milieu des années 1950, d'abord en dessinant la garde-robe pour Ann Sothern dans la série télévisée Private Secretary, puis pour Lucille Ball sur I Love Lucy,,,,.

## Filmographie

### Cinéma
- 1944 : L'Odyssée du docteur Wassell (The Story of Dr. Wassell) de Cecil B. DeMille
- 1947 : Des filles disparaissent (Lured) de Douglas Sirk
- 1947 : La Femme déshonorée (Dishonored Lady) de Robert Stevenson
- 1948 : Vivons un peu (Let's Live a Little) de Richard Wallace
- 1948 : Sanglante Aventure (Pitfall) d'André De Toth
- 1948 : Ça c'est New York (So This Is New York) de Richard Fleischer
- 1949 : Une femme dans le grand Nord (en) (Mrs. Mike) de Louis King
- 1949 : Samson et Dalila (Samson and Delilah) de Cecil B. DeMille
- 1949 : L'amour a toujours raison (A Kiss for Corliss) de Richard Wallace
- 1949 : La Dernière Charge (Outpost in Morocco) de Robert Florey
- 1950 : Captif de l'amour (The Man Who Cheated Himself) de Felix E. Feist
- 1951 : Nuit de noces mouvementée (The Groom Wore Spurs) de Richard Whorf
- 1951 : L'Implacable (Cry Danger) de Robert Parrish
- 1951 : Je veux un millionnaire (A Millionaire for Christy) de George Marshall
- 1952 : Bas les masques (Deadline U.S.A.') de Richard Brooks
- 1952 : Appel d'un inconnu (Phone Call from a Stranger) de Jean Negulesco
- 1952 : Something for the Birds de Robert Wise
- 1952 : Cinq mariages à l'essai (We're Not Married!) d'Edmund Goulding
- 1952 : Courrier diplomatique (Diplomatic Courier) d'Henry Hathaway
- 1956 : Son ange gardien (Forever, Darling) d'Alexander Hall
- 1980 : Terreur extraterrestre (Without Warning) de Greydon Clark
- 1982 : Tron de Steven Lisberger

### Télévision
- 1953-1954 : I Love Lucy (9 épisodes)
- 1953-1955 : I Love Lucy (48 épisodes)
- 1955-1957 : Private Secretary (7 épisodes)
- 1955-1957 : Private Secretary (11 épisodes)
- 1969-1970 : Bracken's World (14 épisodes)
- 1986 : Femmes d'affaires et dames de cœur (1 épisode)

## Distinctions
Oscar des meilleurs costumes

### Récompenses
- en 1951 pour Samson et Dalila

### Nominations
- en 1983 pour Tron